# Török Pál (püspök)

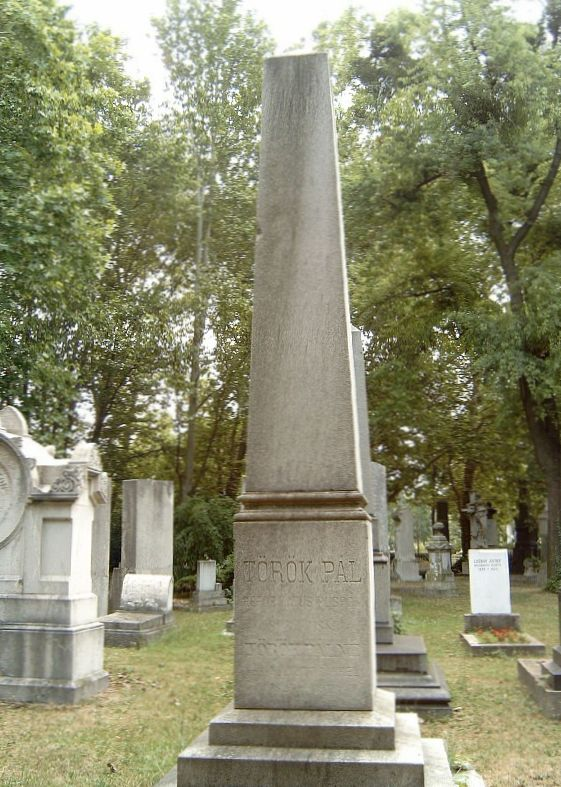
Török Pál sírja a Kerepesi temetőben.

Török Pál (Alsóvárad, 1808. június 29. – Budapest, 1883. október 7.) református lelkész, a Dunamelléki Református Egyházkerület püspöke 1860-tól haláláig, a Pesti Református Teológiai Akadémia tanára, királyi tanácsos, Török József orvos bátyja.

## Életpályája
Apja, Török József, református lelkész volt Alsóváradon. Török Pál a tanulmányait a selmeci líceumban s a debreceni főiskolán végezte, utóbbinak 17 éves korában lett a növendéke. Itt bölcseletet, hittant és mellékesen jogot is hallgatott. Egyidejűleg mint a szónoklati és költészeti osztály köztanítója működött, 1832-ben a kisújszállási református gimnáziumhoz hívták meg igazgató tanárnak. E hivatalának oly kitűnően megfelelt, hogy közkedveltsége folytán három évvel később ugyanott lelkésszé választották. Hat évi ott lakás után, ami alatt már sok cikket írt a lapokba, 1839-ben a fővárosi református egyház hívta meg lelkészének az elhalt Báthory Gábor szuperintendens helyébe, s ettől fogva kezdődik magasabb szinten fontosabb szereplése. Amikor Török az állást elfoglalta, a még akkor alig pár ezer tagot számláló pesti fiatal református egyház ügyei a legnagyobb fejetlenségben voltak és a (Kálvin téri) templom építéséből eredő adósságok oly teherrel nehezedtek reá, hogy csődtől kellett félteni. Török erélyére és ügyességére volt szükség, hogy az akkor még erőtlen, fővárosi református egyházat nemcsak megmentse, hanem nagymértékben gyarapítsa is. Nagy szorgalommal és kitartással rendezte a zavaros ügyeket, kiegyenlítette a terheket, sőt, mintaszerű kormányzása alatt tőkét is gyűjtött a számára. 1845-ben a pesti egyházmegye esperese, majd 1849-ben főesperese lett, 1860-ban pedig a protestáns autonómia győzelme után a dunamelléki egyházkerület szuperintendensévé választották.
1842-ben kollégájával, Székács Józseffel, akivel bensőséges barátságban is volt, megalapították a Protestáns Egyházi és Iskolai Lapot és gondosan, szabad szellemben szerkesztették 1848-ig. Török 1841-ben maga megindította az Egyházi beszédek tára című gyűjteményt, melyben több jeles egyházi beszéde jelent meg. Másik gyűjteményes nagy munkáját ugyancsak Székáccsal adta ki mint Protestáns lelkészi tárt, a gyakorlati lelkészet körében előforduló egyházi munkálatok gyűjteményét. A lezajlott szabadságharc után következett néma időkben már ritkábban szerepel az irodalom terén, mert előbb mint esperesnek, majd mint püspöknek az egyház ekkoriban sokszor bonyolult, kényes ügyei foglalták le minden idejét. A pesti református teológiai intézet és a virágzó főgimnázium főképpen az ő szilárd kitartásának és fáradozásainak köszönheti létét. 1854-ben folyamodott a kormányhoz, egyelőre csak egy teológiai intézet megnyitásáért. 1855-ben személyesen ment fel Bécsbe az ügyet sürgetni, s új eréllyel fogott a pénzgyűjtéshez. E buzgalom eredménye lett aztán, hogy 1855 októberében megnyílt a teológiai intézet – 1859-ben pedig a főgimnázium. Később, ismét gyűjtés útján, kedvező alkalommal alacsony áron megvették a híres Ráday-könyvtárat, megszerezték Baldacci báró, majd a Balassa-féle és több más kisebb-nagyobb alapítványt. Eközben sok küzdelmet kellett vívnia, főleg a kecskeméti nagy és befolyásos református egyház körül csoportosuló érdekekkel. Nagy harcok bontakoztak ki, amelyeket ő maga élénk, részint igen éles tollal, hitelesen írt le Korrajzok a dunamelléki helvét hitvallású egyházkerület életköréből, fő tekintettel a kecskeméti és pesti főiskolák ügyére című polemikus könyvében (Pest, 1858). Korrajzai nagy vitát váltottak ki a kecskeméti egyházban (A kecskeméti ref. egyház felelete Török Korrajzaira, Kecskemét, 1859), sok nyilatkozatra, körlevélre stb. adtak alkalmat. Török Pálnak végül sikerült az egyházkerülettel elfogadtatnia azon elképzelését, hogy Budapesten teológiai, Kecskeméten jogi, Nagykőrösön pedig tanárképző intézet, míg főgimnázium mindhárom helyen létesüljön. Törököt 1860-ban az autonómiáját visszanyert egyházkerület püspökké választotta és a király tanácsosi címmel is felruházta.
Szerkesztette a Protestáns Egyházi és Iskolai Lapot Székács Józseffel 1842-48., a Protestáns Lelkészi Tárt ugyancsak Székáccsal (1854-55. és 1858. I. kötetét); a Lelki Kincstárt (1860-61.) Pesten. Kiadta: az Egyházi beszédek c. vállalat két kötetét (1841-45., melyben saját dolgozataiból is közölt) és a Maklári Pap Lajos Bibliai egyezményes szótárát. Pest, 1855. (2. kiadás. Bpest, 1874.).

## Családja
Apja Török József (1780-1872) alsóváradi, pozbai, újbarsi prédikátor, barsi espres. Anyja Hangyás Rozália, esküvőjük 1807 körül volt Alsóváradon. Négy gyermekükről tudunk, akik közül Török Pál volt a legfiatalabb. Bátyja Török József orvos, debreceni főiskolai tanár, az MTA rendes tagja volt.
Felesége Török Pálné, Allnutt Rákhel 16 gyermekes Oxfordshire-i angol baptista családból származott. Hugával, Allnutt Rebekával 1843-ban érkeztek Pestre, a Skót Misszióval és a 18 éves fiatal lányt Török Pál hamarosan nőül vette Pesten, 1844. február 14-én. 8 gyermekük született, Közülük 6 érte meg a felnőttkort. Török Ilona Papp Károly református lelkész, teológia tanár felesége lett és 3 gyermeke született. Török Paulina Farkas Kálmán orvos felesége lett, 7 gyermekük született (ezzel a házassággal került rokonságba barátjával, szemerjai Szász Károly református püspökkel). Török Julianna Laky Dániel gimnáziumi tanárhoz ment feleségül és 2 gyermekük született. Török Erzsébet Kiss Áron református igazgató-tanár, világi tanácsbíró feleségeként 5 gyermeknek adott életet (ezzel a házassággal került rokonságba hegymegi Kiss Áron református püspökkel). Török Irma Petri Elek református püspök nejeként 1 gyermek édesanyja lett.

## Emlékezete
- Nevét Budapest IX. kerületében a Ráday utca egyik mellékutcája őrzi.
- Sírja a Fiumei úti sírkertben található.

## Munkái
- Mindnyájan egy vagyunk. Egyházi beszéd. Pest, 1841
- Egyházi beszéd gróf Teleki József gyászünnepén. Uo., 1855
- Korrajzok a dunamelléki helv. hitv. egyházkerület életéről, melyeket fő tekintettel a kecskeméti s pesti főiskolák ügyére előterjeszt. Uo., 1858
- Gróf Széchenyi István érdemei a magyarhoni protestantismura nézve. Uo., 1860
- Gyászbeszéd Zsarnay Lajos temetésén. Sárospatak, 1866
- Felavató beszéd Pap Gábor püspök hivatalába iktatása alkalmával. Pápa, 1875
- Emlékbeszéd, melyet Deák Ferencz halotti gyászünnepélyén a budapesti ref. templomban márcz. 12. 1876. tartott. Bpest., 1876
- Halotti beszédek és imádk. Id. Szathmári Király Pál halotti gyásztisztességtételekor Budapesten, 1879. febr. 4. Uo., 1879